# 奥城 (尾張国)
奥城（おくじょう）は、愛知県一宮市奥町字下口西にあった日本の城（平城）。別名江並城（えなみじょう）、梶川屋敷（かじかわやしき）。

## 概要
梶川高盛により築城され、天正12年（1584年）の小牧・長久手の戦いの際に織田信雄・徳川家康連合軍の拠点の1つとなった。戦いが長期化したので、豊臣秀吉が西尾張に移動し、当城と加賀野井城・竹ヶ鼻城を囲んだ。その際織田信照を迎えて籠城したが落城した。
現在は一宮市立奥町西保育園や宅地になっており、地表上に遺構は残っていない。保育園内に石碑が建っている。